# Кам'янка (Луганський район)
Ка́м'янка — село в Україні, у Лутугинській міській громаді Луганського району Луганської області.
Населення становить 482 осіб.

## Географії
Село Кам'янка розташоване на річці Велика Кам'янка. Найближчі населені пункти: села Македонівка на заході, Ребрикове, Картушине (вище за течією Великої Кам'янки) та Мечетка на південному заході, Нагірне, Миколаївка, Медвежанка на південному сході, Паліївка та Бокове на сході (обидва нижче за течією Великої Кам'янки), селище Верхня Краснянка, смт Великий Лог (обидва нижче за течією Великої Кам'янки), села Красний Яр, Глибоке на північному сході, села Мар'ївка та Першозванівка на півночі, Шовкова Протока, Оріхівка на північному заході.
Відстань до райцентру становить понад 26 км і проходить автошляхами Т 1320 та Т 1310.

## Історія
Засноване 1865 під назвою Сомове, було перейменоване 1921 р.
За даними на 1859 рік у власницькому селі Слов'яносербського повіту Катеринославської губернії мешкало 465 осіб (223 чоловіки та 242 жінки), налічувалось 43 дворових господарств, існувала православна церква.
Станом на 1886 рік у колишньому власницькому селі, центрі Кам'янської волості, мешкало 553 особи, налічувалось 80 дворів, існували православна церква та лавка.
На початок 1908 рік село входило до складу Першозванівської волості, населення зросло до 962 осіб (484 чоловічої статі та 476 — жіночої), 185 дворових господарств.
У 1930 році в селі організовано колгосп імені Будьонного, а у 1964 році об'єднано 4 колгоспи (ім. Будьонного, ім. Сталіна, «Червоний Борець» та «Червоний Гай») в один — імені Пархоменка, який проіснував до 1993 року.
12 червня 2020 року, відповідно до Розпорядження Кабінету Міністрів України № 717-р «Про визначення адміністративних центрів та затвердження територій територіальних громад Луганської області», увійшло до складу Лутугинської міської громади.
19 липня 2020 року, в результаті адміністративно-територіальної реформи та ліквідації  Лутугинського району, увійшло до складу новоутвореного Луганського району.

## Гора Усіх Релігій
48°13′44.9″ пн. ш. 39°23′18″ сх. д. / 48.229139° пн. ш. 39.38833° сх. д.

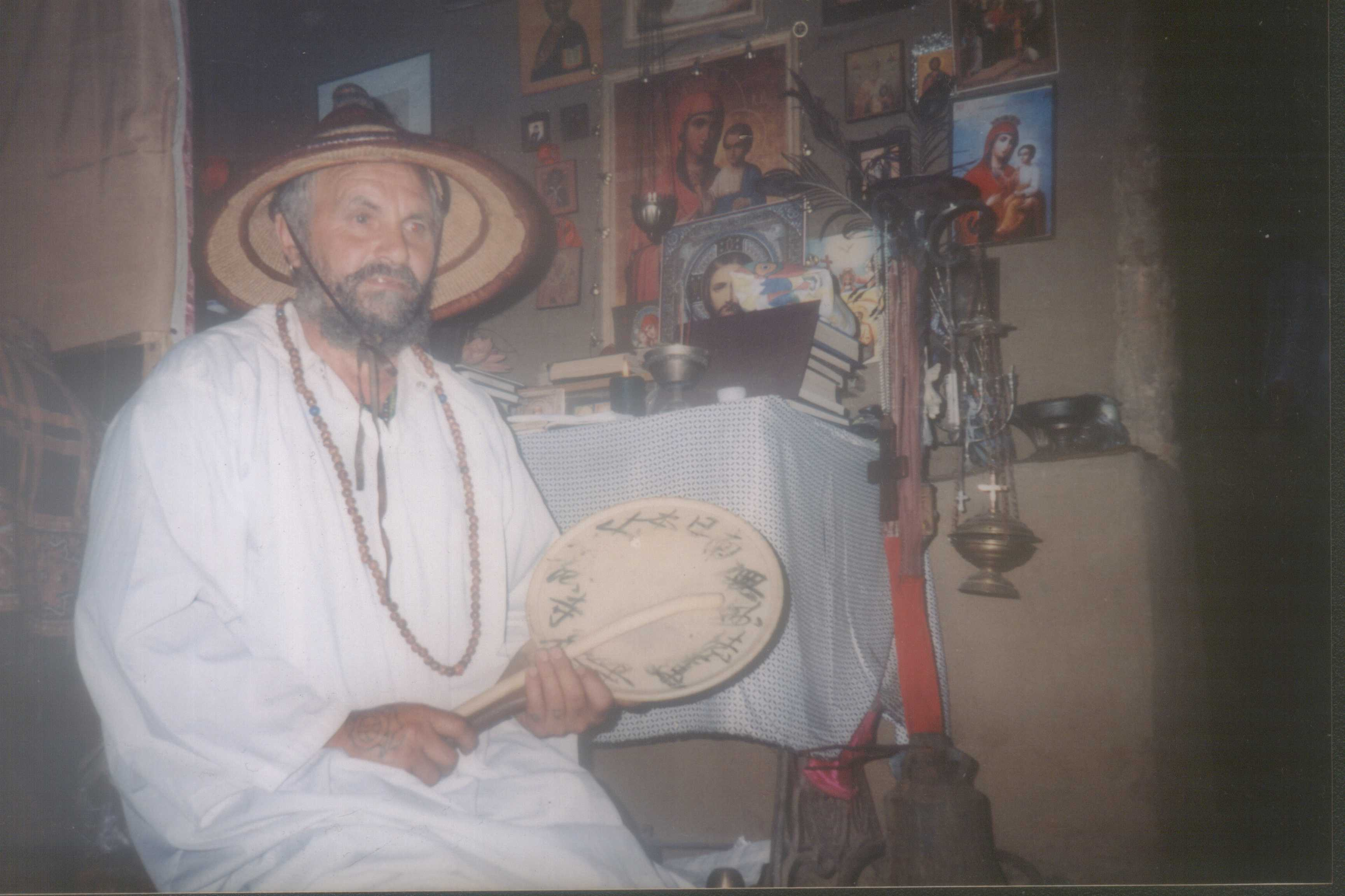
Микола Іванович Тарасенко (2003) у домашнього вівтаря на його Горі Усіх Релігій у білому католицькому вбранні, брилі відомого Учителя Ордену Ніппонзан Мьоходзі в Євразії — Дзюнсея Терасави та з барабаном ченця Ордену у руках.

У 1992 році за вказаними вище координатами оселився колишній український археолог Микола Тарасенко, хто поклав там фундамент Храму Усіх Світових Релігій. Тепер, на цьому фундаменті виріс православний Храм Усіх Святих.
Поруч стоять католицька капличка (48°13′46″ пн. ш. 39°23′18″ сх. д. / 48.229404° пн. ш. 39.388452° сх. д.) та буддійська ступа (48°13′46″ пн. ш. 39°23′21″ сх. д. / 48.229383° пн. ш. 39.38915° сх. д.). 28 квітня 2003 біля ступи святкували 750-річчя Наму-Мьо-Хо-Рен-Ге-Кьо, що зібрало велику кількість гостей. Організаторами  були Микола Тарасенко та нині покійний Роман Турчин.
Гору відвідував наставник Романа Турчина — відомий монах-паціфіст, Учитель Ордену Ніппондзан Мьоходзі в Євразії та радник Міжрелігійної Федерації Всесвітнього Миру (IRFWP) — преподобний Дзюнсей Терасава
Будучи причетним до діяльності Донського козацтва, у тому числі релігійної, Микола Іванович Тарасенко мав посвяту у багатьох релігійних вченнях та, незважаючи на своє теперішнє поглиблення до православ'я, він не може ділити Бога, тому що цінує людей і що вони роблять в їх прагненні до Бога.

## Додаткові матеріали
- Погода в селі Кам'янка. Архів оригіналу за 4 жовтня 2013. Процитовано 1 жовтня 2013.
- Бублик, Михайло (2013). Хазяїн гори. Архів оригіналу за 4 жовтня 2013. Процитовано 1 жовтня 2013.
- Мартинець, Світлана (12 липня 2007 18:17). Час збирати каміння. Архів оригіналу за 5 жовтня 2013. Процитовано 1 жовтня 2013.
- Мартинець, Світлана (14.01.2009). У печері живе монах… із сім’єю. Архів оригіналу за 4 жовтня 2013. Процитовано 1 жовтня 2013.
- Синяков, Виктор (2011). Храм на Горі (російська) . Архів оригіналу за 4 жовтня 2013. Процитовано 1 жовтня 2013.
- Черноморский, Андрей (16.05.2013). Храм Усіх Святих у Кам'янці (російська) . Архів оригіналу за 5 жовтня 2013. Процитовано 1 жовтня 2013.

| Україна | Це незавершена стаття з географії України. Ви можете допомогти проєкту, виправивши або дописавши її. |